# Свобода (Добрицька область)
Свобода́ (болг. Свобода) — село в Добрицькій області Болгарії. Входить до складу общини Добричка.

## Населення
За даними перепису населення 2011 року у селі проживала 171 особа.
Національний склад населення села:
| Національність   | Кількість осіб | Відсоток |
| ---------------- | -------------- | -------- |
| болгари          | 154            | 90,6%    |
| цигани           | 10             | 5,9%     |
| турки            | 6              | 3,5%     |
| інша             | 0              | 0%       |
| не визначились   | 0              | 0%       |
| Всього відповіли | 170            |          |

Розподіл населення за віком у 2011 році:
Динаміка населення: